# Iugovo, Plovdiv
Iugovo (în bulgară Югово) este un sat în comuna Lăki, regiunea Plovdiv,  Bulgaria. 

## Demografie
Componența etnică a satului Iugovo
     Bulgari (100%)
     Nicio identificare (0%)
     Altele (0%)
La recensământul din 2011, populația satului Iugovo era de 54 locuitori. Din punct de vedere etnic, toți locuitorii erau bulgari.